# Ambulyx obliterata
Espèce
Ambulyx obliterata est une espèce de lépidoptères de la famille des Sphingidae, sous-famille des Smerinthinae, tribu des Ambulycini, et du genre Ambulyx.

## Description
- L'envergure est de 100-110 mm. L'espèce est très semblable à Ambulyx  liturata.

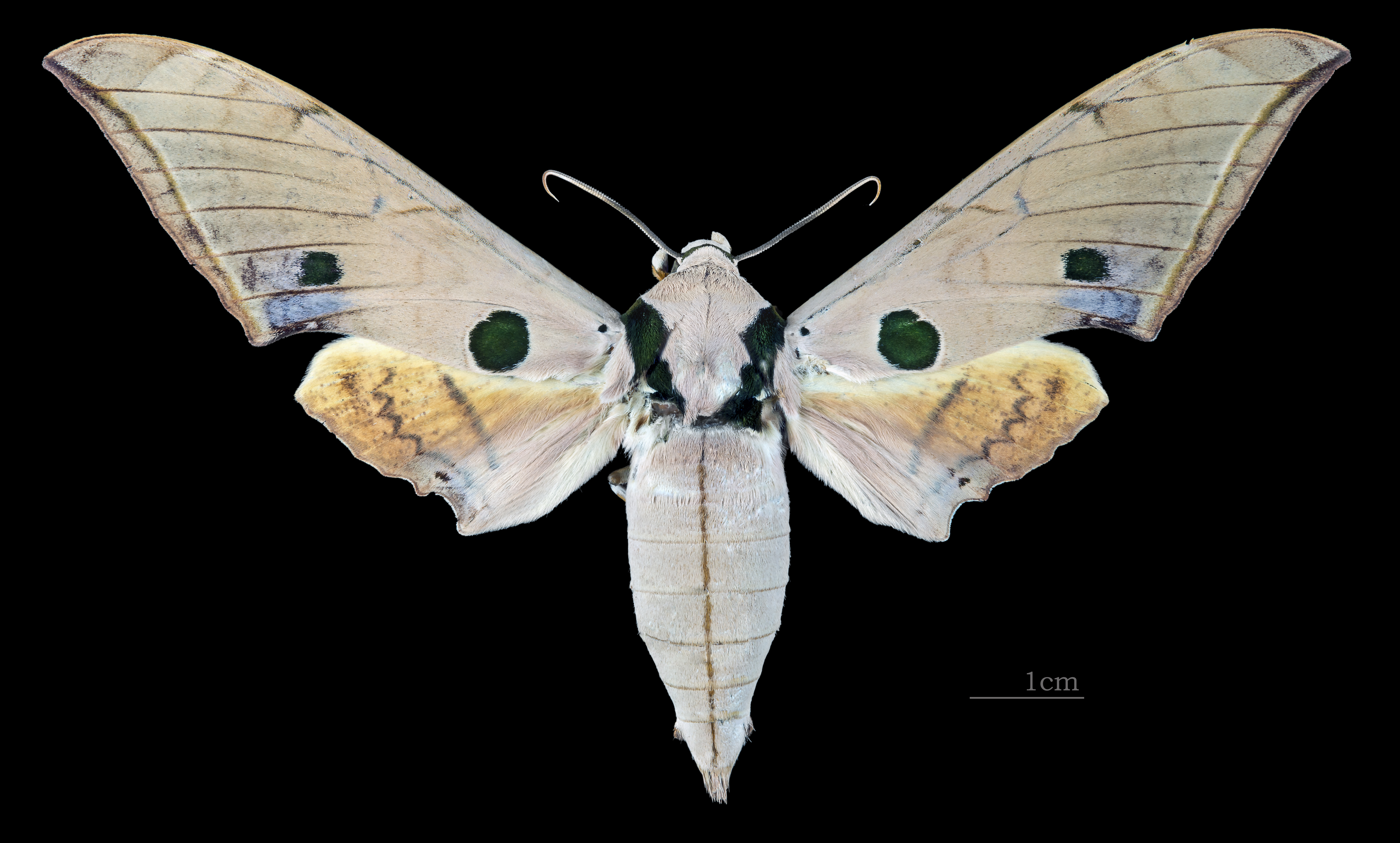
Face dorsale du mâle (coll. MHNT)
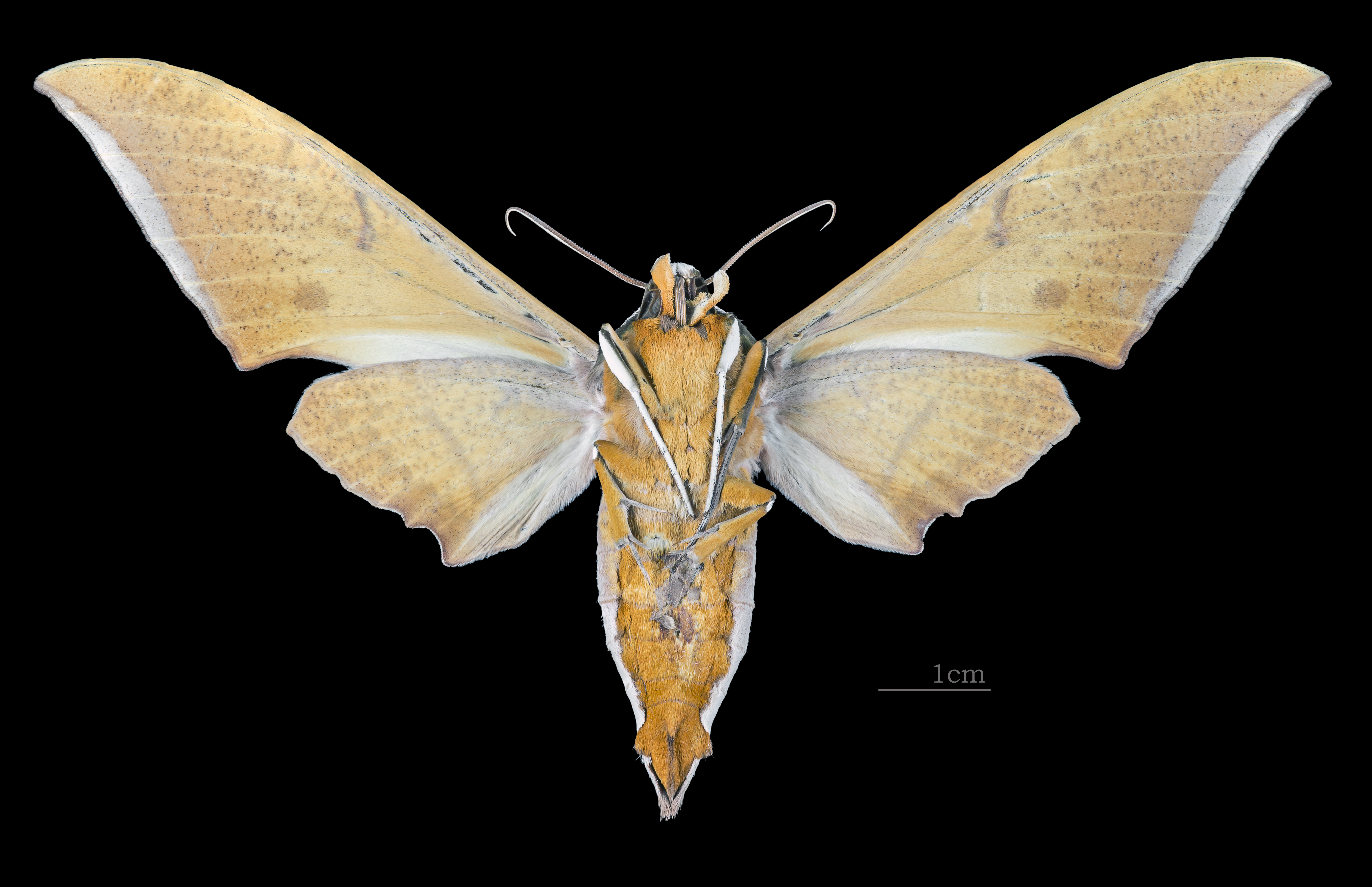
Revers du mâle (coll. MHNT)

## Distribution  et habitat
Distribution
L'espèce est connue à Sumatra, en Malaisie (péninsulaire, Sarawak) et Bornéo.

## Systématique
- L'espèce Ambulyx obliterata a été décrite par l'entomologiste britannique Lionel Walter Rothschild en 1920, sous le nom d'une sous-espèce Ambulyx liturata obliterata[1].

### Synonymie
- Ambulyx liturata obliterata Rothschild, 1920
- Oxyambulyx macromaculata Gehlen, 1940[2]
- Oxyambulyx obliterata Rothschild; Diehl, 1980